# Publiczne uczelnie zawodowe w Polsce
Publiczne uczelnie zawodowe w Polsce – uczelnie, działające w oparciu o przepisy Ustawy z dnia 20 lipca 2018 – Prawo o szkolnictwie wyższym i nauce, prowadzące kształcenie uwzględniające potrzeby otoczenia społeczno-gospodarczego oraz niebędące uczelniami akademickimi. Uczelnie zawodowe prowadzą kształcenie na studiach wyłącznie o profilu praktycznym.
W latach 1998–2009 utworzono 36 publicznych uczelni zawodowych. W latach 2016–2020 zlikwidowano trzy z nich poprzez włączenie do uniwersytetów. Według stanu z 31 grudnia 2020 w 33 publicznych uczelniach zawodowych studiowało łącznie 51 751 osób, co stanowiło 4,25% wszystkich studentów oraz 6,08% studentów uczelni publicznych.
Od września 2021 publiczna uczelnia zawodowa, po spełnieniu określonych warunków, może używać nazwy „akademia nauk stosowanych”.

## Historia
W czerwcu 1997 Sejm uchwalił Ustawę o wyższych szkołach zawodowych (projekt rządowy, druk nr 1612 z 15 marca 1996), która weszła w życie 28 sierpnia 1997 i umożliwiła Radzie Ministrów tworzenie w drodze rozporządzenia państwowych wyższych szkół zawodowych (państwowych uczelni zawodowych). Zgodnie z tą ustawą (art. 3 ust. 1), do podstawowych zadań państwowych wyższych szkół zawodowych należało: kształcenie studentów w zakresie kierunków i (lub) specjalności zawodowych oraz przygotowanie ich do zawodu; kształcenie w celu uzupełnienia specjalistycznej wiedzy i umiejętności zawodowych; kształcenie w celu przekwalifikowania w zakresie danej specjalności zawodowej oraz wychowanie studentów w duchu poszanowania praw człowieka, patriotyzmu, demokracji i odpowiedzialności za dobro społeczeństwa, państwa i własnego warsztatu pracy. W lipcu i sierpniu 1998 utworzono dziewięć takich uczelni; pierwszą była Państwowa Wyższa Szkoła Zawodowa w Tarnowie.
Ustawa z dnia 27 lipca 2005 Prawo o szkolnictwie wyższym, która weszła w życie 1 września 2005 i obowiązywała do 1 października 2018, wprowadziła definicję uczelni zawodowej jako „uczelni prowadzącej studia pierwszego lub drugiego stopnia albo jednolite studia magisterskie nieposiadającej uprawnienia do nadawania stopnia naukowego doktora”.
Wiceprezes Rady Ministrów oraz minister nauki i szkolnictwa wyższego w rządach Beaty Szydło i Mateusza Morawieckiego, Jarosław Gowin, wskazywał, powołując się na Komisję Europejską, że do problemów polskiego szkolnictwa wyższego należy nadmierne rozproszenie uczelni. Z tego względu nadzorowane przez niego ministerstwo wsparło proces konsolidacji uczelni. W 2016 Jarosław Gowin zapowiedział, że na wsparcie dla łączących się uczelni publicznych chce przeznaczyć ok. 250 mln zł z funduszy unijnych. Z końcem 2016 włączono Państwową Wyższą Szkołę Zawodową w Sandomierzu do Uniwersytetu Jana Kochanowskiego w Kielcach, we wrześniu 2017 włączono Państwową Wyższą Szkołę Zawodową w Sulechowie do Uniwersytetu Zielonogórskiego, zaś w lipcu 2020 nastąpiło włączenie Państwowej Medycznej Szkoły Zawodowej w Opolu do Uniwersytetu Opolskiego.
Ustawa z dnia 20 lipca 2018 – Prawo o szkolnictwie wyższym i nauce, która weszła w życie 1 października 2018, wskazała, że uczelnia zawodowa prowadzi kształcenie uwzględniające potrzeby otoczenia społeczno-gospodarczego. Kształcenie to odbywa się na studiach wyłącznie o profilu praktycznym. Zgodnie z ustawą, uczelnia zawodowa prowadzi studia pierwszego stopnia, może również prowadzić studia drugiego stopnia, jednolite studia magisterskie oraz kształcenie specjalistyczne.

## Lokalizacja
W Polsce istnieje 27 publicznych uczelni zawodowych. Zlokalizowane są one w 13 województwach. Publicznych uczelni zawodowych nie ma w województwach: lubuskie, pomorskim i świętokrzyskim (przy czym do 2016 w województwie lubuskim istniała Państwowa Wyższa Szkoła Zawodowa im. Jakuba z Paradyża w Gorzowie Wielkopolskim, a w świętokrzyskim Państwowa Wyższa Szkoła Zawodowa w Sandomierzu).
Spośród 27 publicznych uczelni zawodowych 15 ma swoje siedziby w miastach na prawach powiatu, dodatkowo 17 zlokalizowane są w miastach, które w latach 1975–1998 były miastami wojewódzkimi.
Największym miastem pod względem liczby ludności z publiczną uczelnią zawodową jest Elbląg (114 tys.), najmniejszym zaś Wałcz (25 tys.). Do 15 lipca 2020 największym miastem pod względem liczby ludności, w którym znajdowała się publiczna uczelnia zawodowa, było Opole (128 tys.) Do 1 września 2017 najmniejszym miastem pod względem liczby ludności, w którym zlokalizowano publiczną uczelnię zawodową, był Sulechów (17 tys.).
Koszalin jest jedynym miastem, w którym są 2 uczelnie zawodowe, Państwowa Akademia Nauk Stosowanych i Wyższa Szkoła Straży Granicznej.

## Wykaz publicznych uczelni zawodowych
Wykaz opracowano na podstawie danych z bazy POLon. Liczba studentów w roku akademickim 2019/2020 w oparciu o dane portalu studia.gov.pl.
| Uczelnia                                                                            | Siedziba     | Data utworzenia | Liczba studentów |
| ----------------------------------------------------------------------------------- | ------------ | --------------- | ---------------- |
| Akademia Nauk Stosowanych w Elblągu                                                 | Elbląg       | 01.07.1998      | 1,3 tys.         |
| Karkonoska Akademia Nauk Stosowanych w Jeleniej Górze                               | Jelenia Góra | 01.07.1998      | 0,6 tys.         |
| Akademia Nauk Stosowanych w Koninie                                                 | Konin        | 01.07.1998      | 1,2 tys.         |
| Collegium Witelona Uczelnia Państwowa                                               | Legnica      | 01.07.1998      | 2,5 tys.         |
| Akademia Nauk Stosowanych w Nowym Sączu                                             | Nowy Sącz    | 01.07.1998      | 3,3 tys.         |
| Państwowa Akademia Nauk Stosowanych im. ks. Bronisława Markiewicza w Jarosławiu     | Jarosław     | 01.08.1998      | 4,0 tys.         |
| Państwowa Akademia Nauk Stosowanych w Krośnie                                       | Krosno       | 01.07.1999      | 2,2 tys.         |
| Akademia Nauk Stosowanych im. Jana Amosa Komeńskiego w Lesznie                      | Leszno       | 01.07.1999      | 1,6 tys.         |
| Akademia Nauk Stosowanych Angelusa Silesiusa                                        | Wałbrzych    | 01.07.1999      | 1,2 tys.         |
| Akademia Nauk Stosowanych im. Stanisława Staszica w Pile                            | Piła         | 01.08.2000      | 1,2 tys.         |
| Państwowa Akademia Nauk Stosowanych w Nysie                                         | Nysa         | 01.06.2001      | 1,8 tys.         |
| Państwowa Akademia Nauk Stosowanych w Przemyślu                                     | Przemyśl     | 01.06.2001      | 0,9 tys.         |
| Uczelnia Państwowa im. Jana Grodka w Sanoku                                         | Sanok        | 01.06.2001      | 1,2 tys.         |
| Państwowa Akademia Nauk Stosowanych im. prof. Stanisława Tarnowskiego w Tarnobrzegu | Tarnobrzeg   | 01.06.2001      | 0,8 tys.         |
| Państwowa Akademia Nauk Stosowanych im. Ignacego Mościckiego w Ciechanowie          | Ciechanów    | 01.09.2001      | 1,3 tys.         |
| Państwowa Akademia Nauk Stosowanych w Chełmie                                       | Chełm        | 01.09.2001      | 1,4 tys.         |
| Akademia Nauk Stosowanych w Nowym Targu                                             | Nowy Targ    | 01.09.2001      | 2,0 tys.         |
| Akademia Nauk Stosowanych w Raciborzu                                               | Racibórz     | 01.02.2002      | 1,3 tys.         |
| Państwowa Akademia Nauk Stosowanych we Włocławku                                    | Włocławek    | 01.02.2002      | 1,1 tys.         |
| Państwowa Akademia Nauk Stosowanych w Głogowie                                      | Głogów       | 01.07.2004      | 0,7 tys.         |
| Akademia Nauk Stosowanych im. Hipolita Cegielskiego w Gnieźnie Uczelnia Państwowa   | Gniezno      | 01.07.2004      | 0,4 tys.         |
| Akademia Nauk Stosowanych w Wałczu                                                  | Wałcz        | 01.07.2004      | 0,5 tys.         |
| Małopolska Uczelnia Państwowa im. rotmistrza Witolda Pileckiego w Oświęcimiu        | Oświęcim     | 01.07.2005      | 1,8 tys.         |
| Państwowa Uczelnia Zawodowa im. prof. Edwarda F. Szczepanika w Suwałkach            | Suwałki      | 15.07.2005      | 1,4 tys.         |
| Akademia Nauk Stosowanych Stefana Batorego                                          | Skierniewice | 01.10.2005      | 1,1 tys.         |
| Państwowa Akademia Nauk Stosowanych w Koszalinie                                    | Koszalin     | 01.10.2009      | 0,7 tys.         |
| Wyższa Szkoła Straży Granicznej                                                     | Koszalin     | 01.09.2023      |                  |

## Przekształcone publiczne uczelnie zawodowe
| Uczelnia                                                                              | Siedziba            | Data utworzenia | Data przekształcenia | Forma przekształcenia                                                         |
| ------------------------------------------------------------------------------------- | ------------------- | --------------- | -------------------- | ----------------------------------------------------------------------------- |
| Państwowa Wyższa Szkoła Zawodowa im. Jakuba z Paradyża w Gorzowie Wielkopolskim       | Gorzów Wielkopolski | 01.08.1998      | 01.09.2016           | przekształcenie w Akademię im. Jakuba z Paradyża w Gorzowie Wielkopolskim     |
| Państwowa Wyższa Szkoła Zawodowa w Sandomierzu                                        | Sandomierz          | 15.09.2007      | 31.12.2016           | włączenie do Uniwersytetu Jana Kochanowskiego w Kielcach                      |
| Państwowa Wyższa Szkoła Zawodowa w Sulechowie                                         | Sulechów            | 01.09.1998      | 01.09.2017           | włączenie do Uniwersytetu Zielonogórskiego                                    |
| Państwowa Medyczna Wyższa Szkoła Zawodowa w Opolu                                     | Opole               | 01.05.2003      | 15.07.2020           | włączenie do Uniwersytetu Opolskiego                                          |
| Państwowa Wyższa Szkoła Zawodowa im. Prezydenta Stanisława Wojciechowskiego w Kaliszu | Kalisz              | 15.07.1999      | 04.08.2020           | przekształcenie w Akademię Kaliską im. Prezydenta Stanisława Wojciechowskiego |
| Uczelnia Państwowa im. Szymona Szymonowica w Zamościu                                 | Zamość              | 01.07.2005      | 01.09.2021           | przekształcenie w Akademię Zamojską                                           |
| Mazowiecka Uczelnia Publiczna w Płocku                                                | Płock               | 01.07.1999      | 01.10.2022           | przekształcenie w Akademię Mazowiecką w Płocku                                |
| Akademia Nauk Stosowanych w Tarnowie                                                  | Tarnów              | 01.07.1998      | 01.06.2023           | przekształcenie w Akademię Tarnowską                                          |
| Akademia Nauk Stosowanych w Łomży                                                     | Łomża               | 01.07.2004      | 01.06.2023           | przekształcenie w Akademię Łomżyńską                                          |
| Akademia Bialska Nauk Stosowanych im. Jana Pawła II                                   | Biała Podlaska      | 01.08.2000      | 01.06.2023           | przekształcenie w Akademię Bialską im. Jana Pawła II                          |